# Lijst van voetbalinterlands Canada - El Salvador
Deze lijst van voetbalinterlands is een overzicht van alle officiële voetbalwedstrijden tussen de nationale teams van Canada en El Salvador. De landen speelden tot op heden negentien keer tegen elkaar, te beginnen met een kwalificatiewedstrijd voor het Wereldkampioenschap voetbal 1978 op 8 oktober 1977 in Monterrey (Mexico). Het laatste duel, een groepswedstrijd tijdens de CONCACAF Gold Cup 2025, vond plaats in Houston (Verenigde Staten) op 24 juni 2025.

## Wedstrijden
| №  | Plaats       | Datum             | Competitie                          | Wedstrijd            | Uitslag |
| -- | ------------ | ----------------- | ----------------------------------- | -------------------- | ------- |
| 1  | Monterrey    | 8 oktober 1977    | WK 1978 kwalificatie                | El Salvador – Canada | 2 – 1   |
| 2  | Tegucigalpa  | 2 november 1981   | WK 1982 kwalificatie                | Canada – El Salvador | 1 – 0   |
| 3  | San Salvador | 25 oktober 1992   | WK 1994 kwalificatie                | El Salvador – Canada | 1 – 1   |
| 4  | Burnaby      | 8 november 1992   | WK 1994 kwalificatie                | Canada – El Salvador | 2 – 3   |
| 5  | Burnaby      | 11 april 1993     | WK 1994 kwalificatie                | Canada – El Salvador | 2 – 0   |
| 6  | San Salvador | 2 mei 1993        | WK 1994 kwalificatie                | El Salvador – Canada | 1 – 2   |
| 7  | Vancouver    | 3 november 1996   | WK 1998 kwalificatie                | Canada – El Salvador | 1 – 0   |
| 8  | San Salvador | 15 december 1996  | WK 1998 kwalificatie                | El Salvador – Canada | 0 – 2   |
| 9  | Vancouver    | 6 april 1997      | WK 1998 kwalificatie                | Canada – El Salvador | 0 – 0   |
| 10 | San Salvador | 14 september 1997 | WK 1998 kwalificatie                | El Salvador – Canada | 4 – 1   |
| 11 | Los Angeles  | 8 oktober 1999    | CONCACAF Gold Cup 2000 kwalificatie | El Salvador – Canada | 1 – 2   |
| 12 | Columbus     | 7 juli 2009       | CONCACAF Gold Cup 2009              | El Salvador – Canada | 0 – 1   |
| 13 | Carson       | 8 juli 2015       | CONCACAF Gold Cup 2015              | El Salvador − Canada | 0 − 0   |
| 14 | San Salvador | 17 november 2015  | WK 2018 kwalificatie                | El Salvador − Canada | 0 − 0   |
| 15 | Vancouver    | 6 september 2016  | WK 2018 kwalificatie                | Canada − El Salvador | 3 − 1   |
| 16 | Houston      | 8 oktober 2017    | Vriendschappelijk                   | El Salvador − Canada | 1 − 0   |
| 17 | Toronto      | 8 september 2021  | WK 2022 kwalificatie                | Canada − El Salvador | 3 − 0   |
| 18 | San Salvador | 2 februari 2022   | WK 2022 kwalificatie                | El Salvador – Canada | 0 – 2   |
| 19 | Houston      | 24 juni 2025      | CONCACAF Gold Cup 2025              | Canada − El Salvador | 2 − 0   |

## Samenvatting
| Competitie                     | Totaal gespeeld | Winst Canada | Gelijk | Winst El Salvador | Doelsaldo Canada – El Salvador |
| ------------------------------ | --------------- | ------------ | ------ | ----------------- | ------------------------------ |
| WK-kwalificatie                | 14              | 8            | 3      | 3                 | 21 − 12                        |
| CONCACAF Gold Cup              | 3               | 2            | 1      | 0                 | 3 − 0                          |
| CONCACAF Gold Cup-kwalificatie | 1               | 1            | 0      | 0                 | 2 − 1                          |
| Vriendschappelijk              | 1               | 0            | 0      | 1                 | 0 − 1                          |
| Totaal                         | 19              | 11           | 4      | 4                 | 26 − 14                        |

Wedstrijden bepaald door strafschoppen worden, in lijn met de FIFA, als een gelijkspel gerekend.

## Details

### Derde ontmoeting
| WK 1994 kwalificatie (San Salvador, El Salvador, 25 oktober 1992): |       |                  |
| El Salvador                                                        | 1 – 1 | Canada           |
| Jorge González 35'                                                 | goals | 86' Colin Miller |

### Vierde ontmoeting
| WK 1994 kwalificatie (Burnaby, Canada, 8 november 1992): |       |                                                      |
| Canada                                                   | 2 – 3 | El Salvador                                          |
| Colin Miller 13' Dale Mitchell 71'                       | goals | 44' Guillermo Rivera 52' Oscar Ulloa 89' Oscar Ulloa |

### Vijfde ontmoeting
| WK 1994 kwalificatie (Burnaby, Canada, 11 april 1993): |       |             |
| Canada                                                 | 2 – 0 | El Salvador |
| Alex Bunbury 26' John Catliff 32'                      | goals |             |

### Zesde ontmoeting
| WK 1994 kwalificatie (San Salvador, El Salvador, 2 mei 1993): |       |                                      |
| El Salvador                                                   | 1 – 2 | Canada                               |
| Jorge González 59'                                            | goals | 26' John Catliff 60' Dominic Mobilio |

### Zevende ontmoeting
| WK 1998 kwalificatie (Vancouver, Canada, 3 november 1996): |       |             |
| Canada                                                     | 1 – 0 | El Salvador |
| Alex Bunbury 65' (pen.)                                    | goals |             |

### Achtste ontmoeting
| WK 1998 kwalificatie (San Salvador, El Salvador, 15 december 1996): |       |                                  |
| El Salvador                                                         | 0 – 2 | Canada                           |
|                                                                     | goals | 61' Mark Watson 78' Alex Bunbury |

### Negende ontmoeting
| WK 1998 kwalificatie (Vancouver, Canada, 6 april 1997 ): |       |             |
| Canada                                                   | 0 – 0 | El Salvador |
|                                                          | goals |             |

### Tiende ontmoeting
| WK 1998 kwalificatie (San Salvador, El Salvador, 14 september 1997 ):        |       |                  |
| El Salvador                                                                  | 4 – 1 | Canada           |
| Nildeson 16' Willian Renderos 52' Mauricio Cienfuegos 57' Raúl Díaz Arce 88' | goals | 25' Alex Bunbury |

### Zestiende ontmoeting
| Vriendschappelijk (Houston, Verenigde Staten, 8 oktober 2017): |              | |
| Canada | 0 – 1        | El Salvador |
| | goals        | 75' Denis Pineda |
| Octavio Zambrano | bondscoach   | Eduardo Lara |
| Simon Thomas Dejan Jakovic Steven Vitoria Fraser Aird 62' Scott Arfield Michael Petrasso Samuel Piette Jonathan Osorio 53' Mark Kaye Raheem Edwards 84' Cyle Larin 52' | opstellingen | Derby Carillo Iván Mancía 90' Bryan Tamacas Roberto Dominguez 89' Arturo Alvarez Alexander Larín 61' Jaime Alas Junior Burgos 85' Richard Menjívar 72' Nelson Bonilla 79' Denis Pineda |
| Anthony Jackson-Hamel 52' Keven Aleman 53' Juan Córdova 62' Kristopher Twardek 84'                                                                                     | wissels      | 61' Dustin Corea 72' Irvin Herrera 79' Víctor García 85' Raúl Renderos 89' Alexis Cerritos 90' Fredy Espinoza                                                                          |
| Fraser Aird 27' Steven Vitoria 34' Michael Petrasso 60' Raheem Edwards 69' Keven Aleman 87'                                                                            | gele kaarten | 64' Richard Menjívar 84' Roberto Domínguez 90' Efraín Burgos |